# El hombre que amaba a los perros
El hombre que amaba a los perros és una novel·la de l'escriptor cubà Leonardo Padura escrita el 2009 i editada per Tusquets. Va ser publicada a Cuba el 2011 per Ediciones Unión. La traducció a l'anglès va ser publicada als Estats Units el 2014 per l'editorial Farrar, Straus i Giroux.

## Argument
Un escriptor frustrat rememora un episodi de la seva vida ocorregut tres dècades abans. En una platja cubana coneix un enigmàtic home acompanyat de dos gossos llebrers russos. Després d'establir una progressiva amistat, aquest li explicarà una història confidencial els protagonistes de la qual seran el revolucionari soviètic Lev Trotski i el seu assassí Ramon Mercader.
En una narració travada al voltant del recorregut de l'exili de Trotski i la seva confluència a Mèxic amb Mercader, Padura exposa la seva visió de la història contemporània cubana i general. La novel·la resol les llacunes de la misteriosa vida de Mercader amb una elaboració creïble d'aquest obscur personatge a través d'històries paral·leles.